# Isola di Fersman
L'isola di Fersman (in russo: Остров Ферсмана, ostrov Fersmana) è un'isola russa nell'Oceano Artico che fa parte dell'arcipelago della Terra di Francesco Giuseppe.

## Geografia
L'isola di Fersman si trova nella parte centrale della Terra di Francesco Giuseppe, a 800 m dalla costa nord-orientale dell'isola di Hayes, nelle acque dello stretto di Ermak (пролив Ермак, proliv Ermak). Ha una forma allungata con una lunghezza massima di circa 1,7 km e una larghezza di 800 m; l'altezza massima è di 46 m s.l.m. corrispondente a una delle due colline presenti sull'isola.
Il territorio è quasi completamente libero dal ghiaccio.
L'isola è stata così chiamata in onore del geochimico e mineralogista sovietico Aleksandr Evgen'evič Fersman.

## Isole adiacenti
- Isola di Hayes (Остров Хейса, ostrov Hejsa), a sud.
- Isole del Komsomol (Острова Комсомольские, ostrova Komsomol'skie), 4 isole a est.